# Сефелинген, Мейнлох фон
Мейнлох фон Сефелинген (нем. Meinloh von Sevelingen) —  один из крупнейших эпических немецких средневековых поэтов периода раннего миннезанга. Дворянин из Софлингена близ Ульма, из рода швабских рыцарей.

## Биография
Предположительно жил в середине XII века. Мейнлох фон Сефелинген считается самым первым швабским миннезингером. Писал в жанре лирики на средневерхнемецком языке. В честь него назван район города Ульма Софлинген (нем. Söflingen производ. от Сефелинген)

## Творчество
- Стихотворение «О тебе наслышан, решил я на тебя взглянуть...»
- Стихотворение «Свои разносят сплетни по всей стране клеветники...»

## Интересные факты
- В Софлингене есть улица имени Мейнлоха, на которой выставлен фонтан с одноименным памятником.
- В том же городе есть начальная школа "Meinloh-Schule" и выставочный центр "Söflingen Meinloh-Forum".